# Comostola szechuanensis
Comostola szechuanensis là một loài bướm đêm trong họ Geometridae.